# Luke (Kriva Palanka)
Luke (macedónul: Луке) település Észak-Macedóniában, a Északkeleti körzetben, Kriva Palanka községben.

## Népesség
| Lakosok száma | 769  | 903  | 829  | 819  | 628  | 405  | 416  | 338  | 220  |
|               | 1948 | 1953 | 1961 | 1971 | 1981 | 1991 | 1994 | 2002 | 2021 |

- 2002-ben 338 lakosa volt, akik közül 337 macedón és 1 szerb.